# Paul van Zelm
Paul van Zelm (* 1964 in Alkmaar) ist ein niederländischer Hornist und Professor an der Hochschule für Musik Köln.
Van Zelm sammelte seine ersten musikalischen Erfahrungen im Blasmusikorchester, wo er zunächst Trompete und Posaune spielte und dann auf das Horn wechselte. Sein Lehrer war Hornist bei der Koninklijke Luchtmachtkapel.
Er studierte Horn und Naturhorn am Sweelinck Conservatorium Amsterdam bei Adriaan van Woudenberg sowie an der Folkwang-Hochschule Essen bei Hermann Baumann. Daneben spielte er bereits während seines Studiums unter berühmten Dirigenten wie Eugen Jochum, Claudio Abbado und Leonard Bernstein.
Sein erstes Engagement erhielt er im Kölner Rundfunk-Sinfonie-Orchester, wo er immer noch als Solohornist wieder tätig ist. 1993 wurde er 1. Solo-Hornist der Düsseldorfer Symphoniker und im darauffolgenden Jahr 1. Solo-Hornist der Niederländischen Radio Philharmonie. Außerdem ist van Zelm Mitglied der Amsterdamer Bachsolisten und des Niederländischen Bläser-Ensembles und tritt als Solist mit verschiedenen bekannten Orchestern auf.
Van Zelm spielt vor allem ein Tripelhorn von Paxman. Daneben hat er ein Horn der Firma Herbert Fritz Knopf sowie ein Doppelhorn Alexander Modell 103.
Seit 1999 ist Paul van Zelm Professor für Horn an der Hochschule für Musik Köln.